# Musée Jean Lurçat

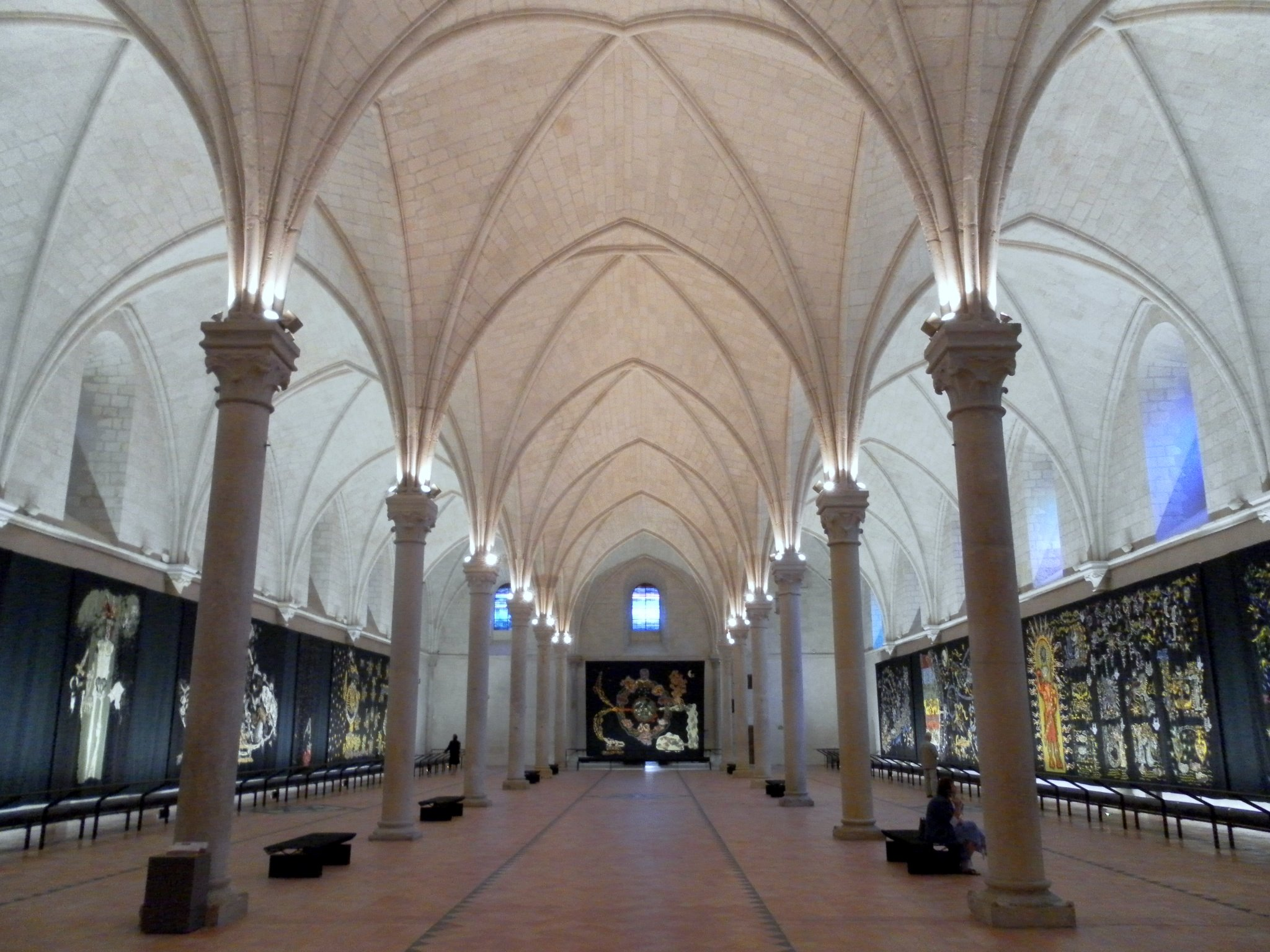
Musée Jean Lurçat

Das Musée Jean Lurçat (vollständig: Musée Jean-Lurçat et de la Tapisserie Contemporaine) ist ein Textilkunst-Museum in der westfranzösischen Stadt Angers. 
Im Gebäude des Krankenhauses Saint-Jean aus dem 12. Jahrhundert werden die monumentalen, zeitgenössischen Wandteppiche (1957–1966) von Jean Lurçat ausgestellt. Er hat dieses Werk „Chant du monde“ („Gesang der Welt“) genannt. Sie sollen die Apokalypse der Neuzeit, die Atombombe, darstellen. Es gibt auch Sonderausstellungen mit zeitgenössischer Textilkunst.